# 橫傾側角
橫傾側角是指一艘船在沒有受到外力影響之平衡狀態下，船舶向左舷或右舷傾斜的程度。如果一艘傾斜的船舶超出了穩心高度而使其無法浮在水面上，它就會傾覆並可能沉沒。
船舶傾斜之因素是由於其裝載不均勻導致船上重量分佈偏離中心線所導致。